# New in Town (chanson)
Singles de Little Boots
Remedy
(2009)
Pistes de Hands
Earthquake
New In Town est le premier single de la chanteuse britannique Little Boots, tiré de son premier album Hands.

## Classement du titre
| Pays             | Meilleure Position |
| ---------------- | ------------------ |
| Royaume-Uni      | 13                 |
| Irlande          | 17                 |
| Hong Kong        | 1                  |
| Australie        | 35                 |
| Nouvelle-Zélande | 29                 |